# Dieter von Levetzow

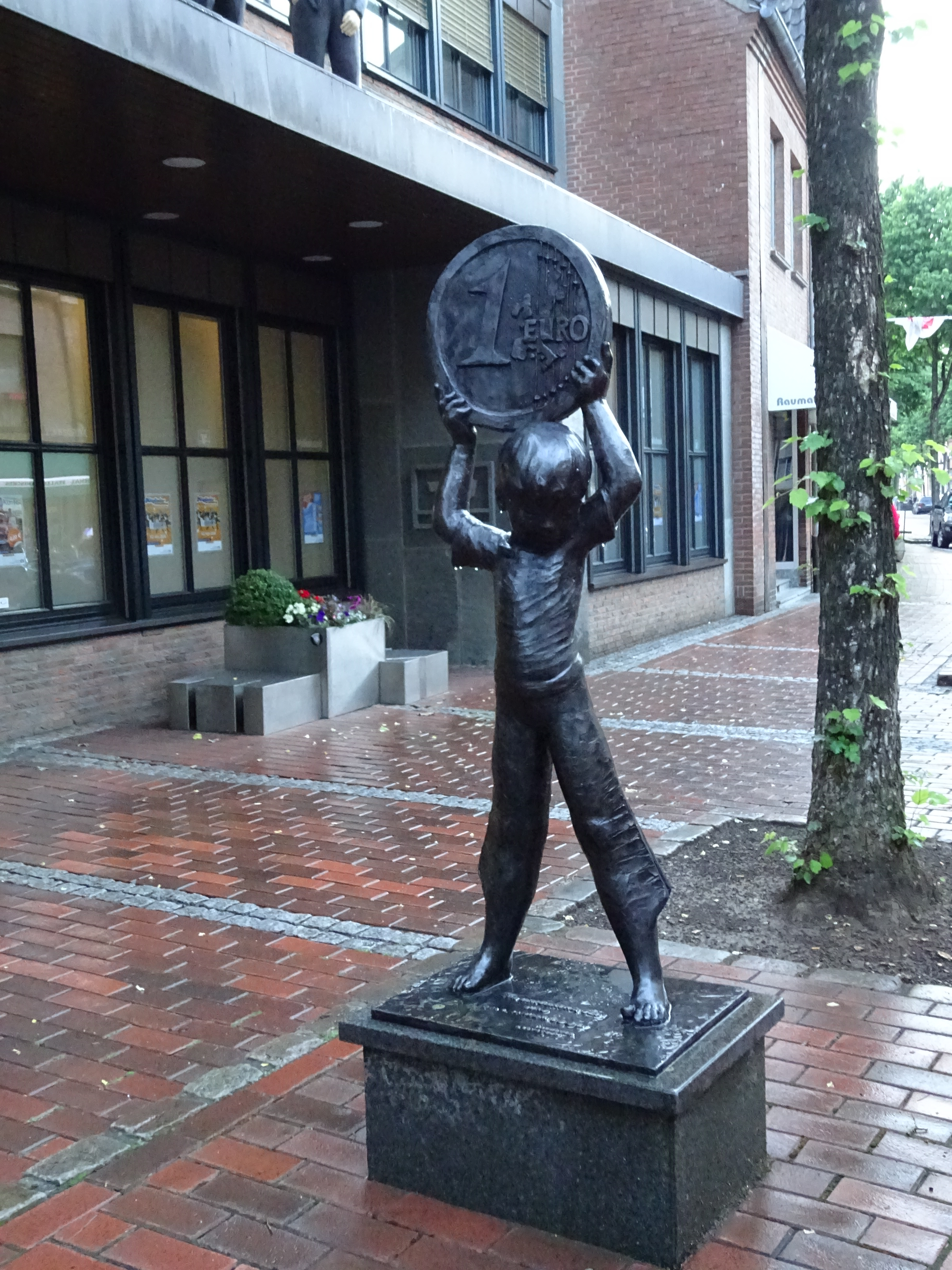
Bronzeskulptur „Eurojunge“ in Rees

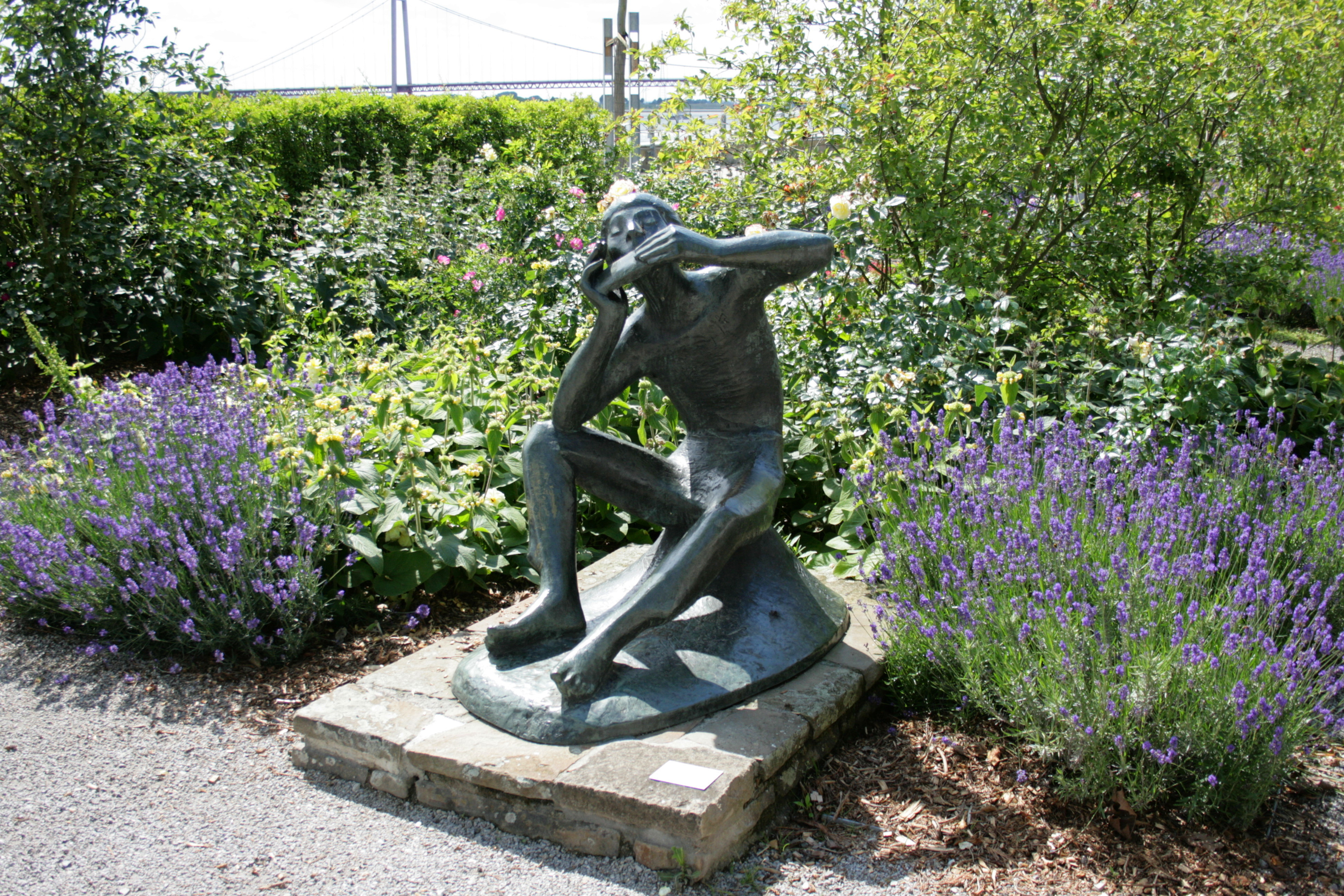
„Mundharmonikaspieler“ an der Rheinpromenade in Emmerich am Rhein

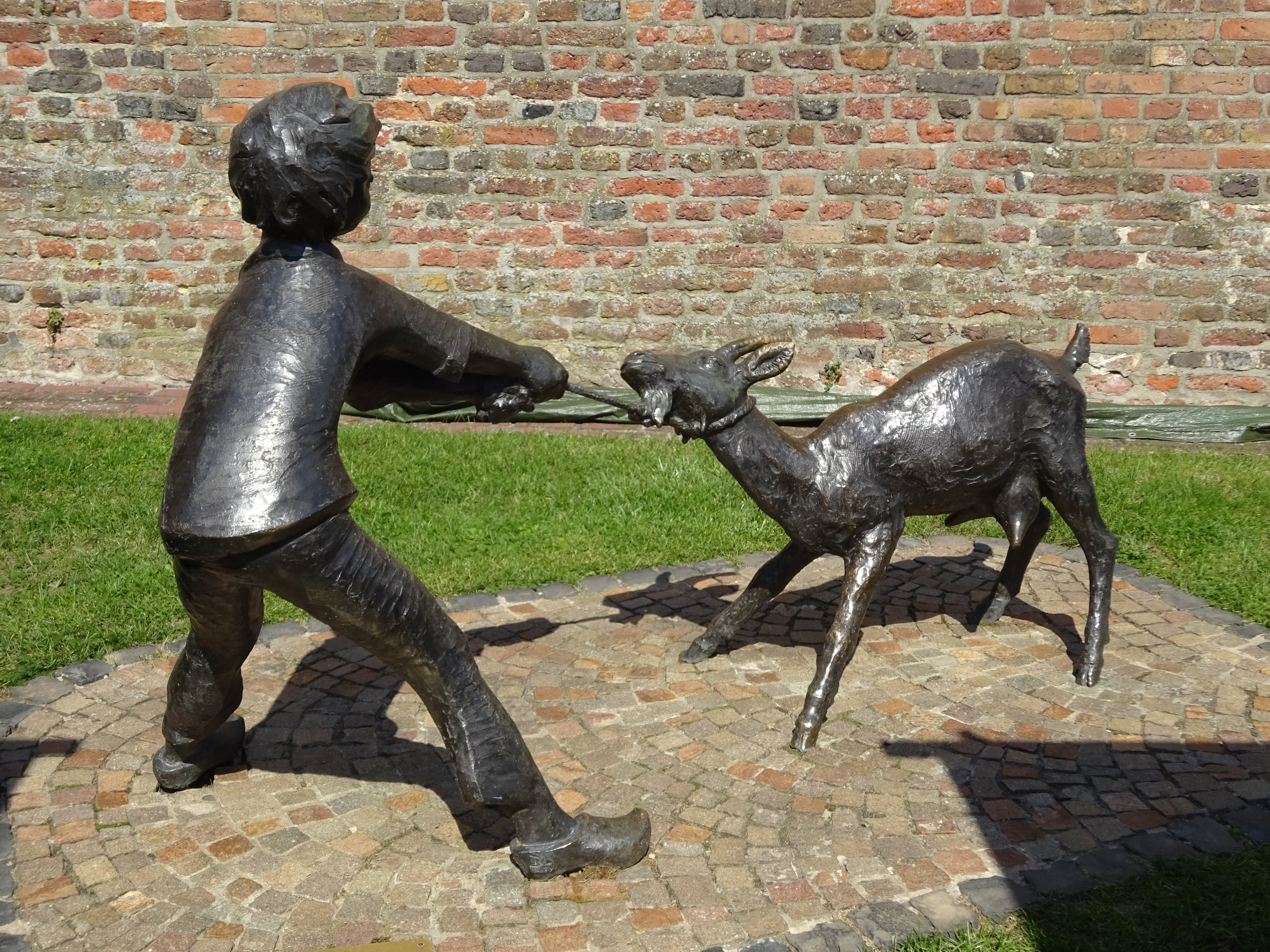
Bronzeskulptur „Ziege“ in Rees

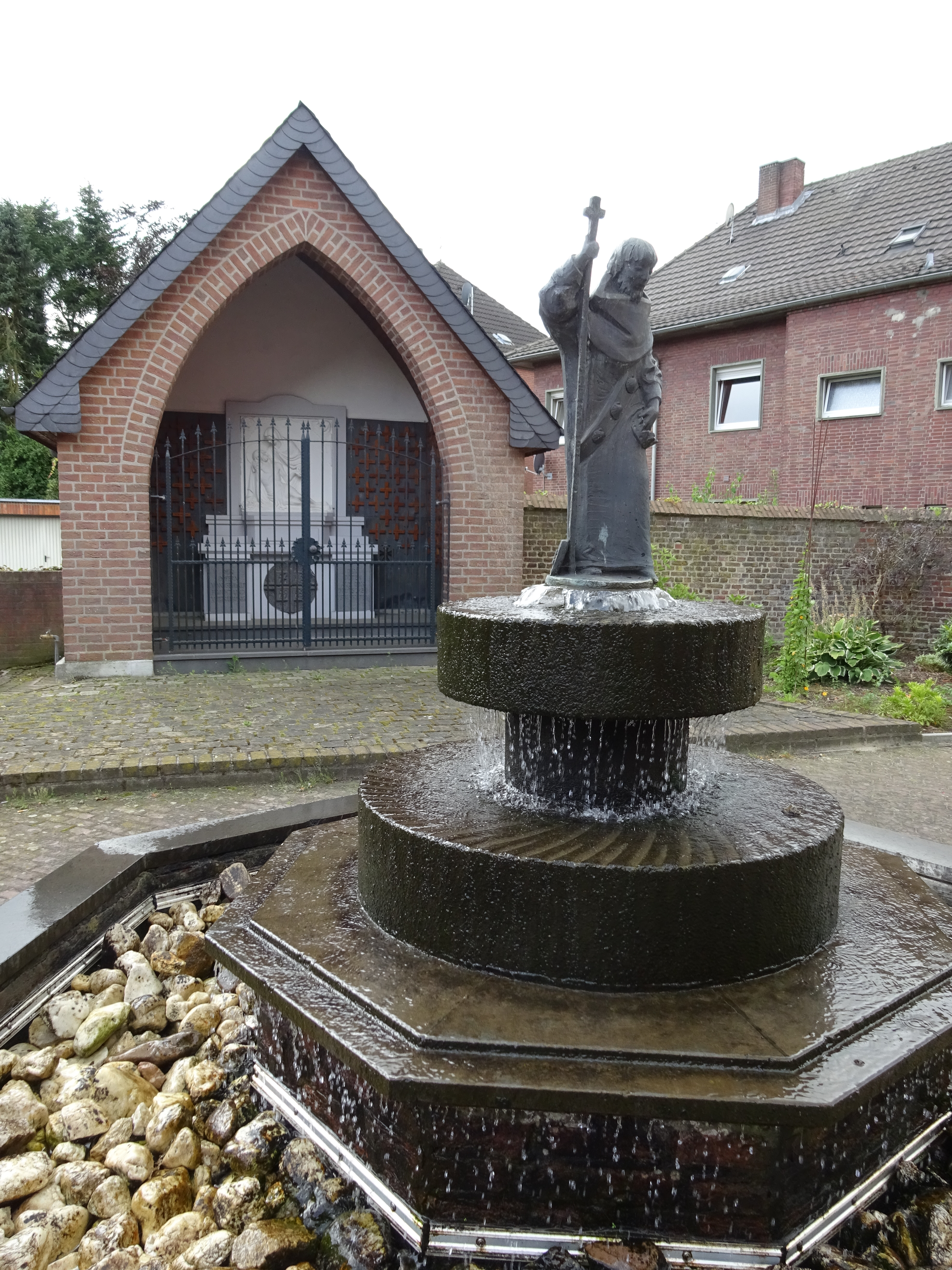
Statue des Heiligen Jodokus auf dem Brunnen auf dem Kirchplatz in Uedem-Keppeln

Dieter von Levetzow (* 22. November 1925 in Gronau, Deutsches Reich) ist ein deutscher Maler, Bildhauer und Medailleur. Er ist ein Urgroßneffe von Goethes später Liebe, Ulrike von Levetzow.

## Werdegang
Dieter von Levetzow wurde 1925 in Gronau im Landkreis Hildesheim in Niedersachsen geboren. Er wuchs in Bad Pyrmont auf, einer Kurstadt und selbständigen Gemeinde im Landkreis Hameln-Pyrmont in Niedersachsen. Seine Kindheit war von der Weltwirtschaftskrise überschattet. Während seiner Jugend zeichnete sich schon ab, dass er später eine künstlerische Laufbahn einschlagen würde. Es begann bereits mit dem Schneemann im Sandkasten sowie dem Modellieren von Tieren am Sandstrand von Kolberg. Als kleiner Junge skizzierte er auch allerlei entblößte Damen. Als ihn seine Eltern fragten, wo er so etwas gesehen habe, antwortete er ihnen Folgendes:

„An der Decke der Wandelhalle in Bad Pyrmont waren sie aufgemalt, da hatte nur niemand hochgeschaut.“

Während des Zweiten Weltkrieges bewarb er sich 1941 mit einem Elefanten aus Knetmasse bei der Staatlichen Hochschule für Bildende Kunst in Weimar um einen Studienplatz. Aufgrund seines Werkes erhielt er eine Sondergenehmigung vom Kultusministerium aus Berlin mit einer Auflage. Er durfte keine Modellklasse besuchen, da er noch minderjährig war. Allerdings sagten ihm die Weimarer Professoren folgendes:

„Wenn du Bildhauer werden willst, musst du schon hinschauen bei den Nackten!“

Kurz zuvor wurde er von einer Schule verwiesen, die er als „Schockkammer“ bezeichnete. Dieter von Levetzow ist bis heute ein humorvoller Mensch, was in der Familie liegt. Kurz bevor er in sowjetische Kriegsgefangenschaft geriet, schrieb ihm seine Mutter in einem Brief Folgendes:

„Dein größter Wunsch ist wahr geworden, man hat die Schule bombardiert.“

Dieter von Levetzow beendete erst nach der Militärzeit und der polnisch-sowjetischen Kriegsgefangenschaft sein Studium in Weimar. Da er nach dem Krieg im Osten keine Perspektive für sich sah, flüchtete er in den Westen. Sein erstes Ziel war Hamburg. Dort bekam er aber nur Lebensmittelkarten. Seine erste Anstellung trat er dann als Bühnenbildner-Assistent in der Stadt Heide an. Später sagte er Folgendes darüber:

„Es war herrlich, eine ungetrübte Zeit in der Theaterwelt nach dem Kriegsende erleben zu dürfen.“

Während seiner Arbeit in Heide schwärmte sein Kollege, der Maler Dieter Güllert, vom Niederrhein. Als dieser dann nach Paesmühle bei Straelen zog, folgte ihm Dieter von Levetzow kurz danach. Dort funktionierten sie ein Treibhaus zu einem Atelier um und betrieben es in der Folgezeit zusammen. Die erste Ausstellung Junge Kunst Paesmühle fand im Hotel Lomm statt. Sein bevorzugtes Material war damals der Kirchheimer Muschel-Kalkstein.
Dieter von Levetzow unternahm 1951 eine Studienreise nach Italien, über Rom, Neapel und Capri. Während seines Aufenthalts dort trat er eine Anstellung als Bildhauer für den Bischof von Sorrent in der Kirche von Anacapri an, die er mehrere Jahre lang innehatte. Während dieser Zeit verliebte er sich in eine Inderin, mit der er schließlich in den 1950er Jahren nach Bayern zog. Der Anfang war dort nicht leicht. Er lebte zu der Zeit als Protestant unverheiratet mit einer Inderin in Bayern zusammen. Erst ein Ereignis änderte dies, sagte Dieter von Levetzow:

„Hochwürden hat uns auf dem Wochenmarkt gegrüßt, danach waren wir akzeptiert.“

Ende der 1950er Jahre begann er mit der cire perdue-Gießtechnik zu arbeiten. In der Folgezeit nahm er an Ausstellungen in Köln-Düsseldorf, München, Duisburg und Kevelaer teil.
Dieter von Levetzow wohnt heute auf dem mehr als 500 Jahre alten Hof „Klarenbeck“ in Kranenburg, wo er ein Atelier betreibt. Er erwarb den Hof in den 1970er Jahren und renovierte ihn. Eine niederländische Gießerei, zu deren Kundenkreis die ehemalige Königin Beatrix gehört, ist sein Partner.
Dieter von Levetzow ist Mitglied der Deutschen Gesellschaft für Medaillenkunst, er kommt trotz seines Alters zu den mehrtägigen Jahrestagungen. Er arbeitet aktiv auch als Medailleur.
Er hat keine Kinder.

## Werke (Auswahl)
Im Folgenden eine kleine Auswahl von den Werken von Dieter von Levetzow:
- 1970: Cupido, Kleve
- 1981: Butterwieger, Gelsenkirchen[6]

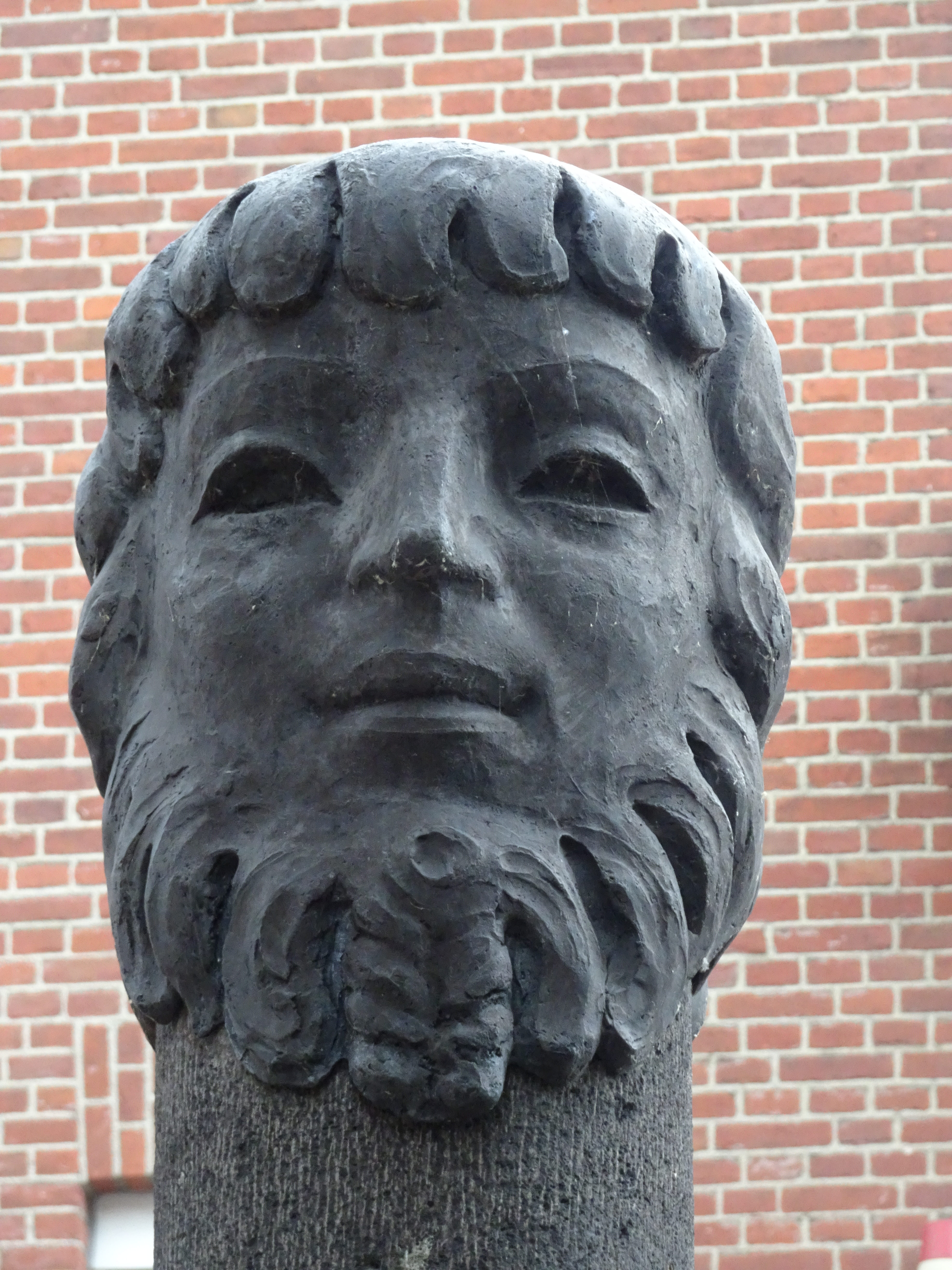
Janusbrunnen, Kleve

- 1983: Relief mit Baum, Gelsenkirchen[7]
- 1983: Relief aus Terracotta, Gelsenkirchen[8]
- 1986: Janusbrunnen, Kleve
- 1987: Rhinkieker, Rees[2][9]
- 1989: Spanischer Offizier, Rees[9]
- 1989: Ziege, Rees[9]
- 1993: Froschkönig, Rees[9]
- 1995: Geschichte des Berger Feld, Gelsenkirchen[10]
- 2002: Eurojunge, Rees[9]
- 2006: Dame mit Hut, Rees[9]
- Der Steckenreiter[2]
- Forellenbrunnen, Kranenburg
- Golfspieler-Plastiken[2]
- Kinderbrunnen[2]
- Lautenspieler, Rees[9][11]
- Poorte Jäntje, Goch[2][12]
- Poortekerl, Emmerich am Rhein
- Schwan als Wappentier, Worcester[2]

Die Erstausgabe der Karl-Leisner-Medaille, die Dieter von Levetzow gestaltete, wurde Papst Benedikt XVI. überreicht.
Er gestaltete auch einen Altar in Hüthum.